# 5551 Glikson
5551 Glikson este un asteroid din centura principală de asteroizi.

## Descriere
5551 Glikson este un asteroid din centura principală de asteroizi. A fost descoperit pe 24 ianuarie 1982 la Observatorul Palomar de Carolyn S. Shoemaker și Eugene M. Shoemaker. Asteroidul prezintă o orbită caracterizată de o semiaxă mare de 2,32 ua, o excentricitate de 0,20 și o înclinație de 24,0° în raport cu ecliptica.